# Jaskinia Izabeli Textorisovej
Jaskinia Izabeli Textorisovej (słow. Jaskyňa Izabely Textorisovej, czasem też: Textorisová jaskyňa lub Havranová) – jaskinia krasowa w zachodniej części grupy górskiej Wielkiej Fatry na Słowacji. Całkowita długość korytarzy jaskini wynosi 134 m. Nazwa jaskini została nadana na cześć związanej z Turcem i Wielką Fatrą słowackiej botaniczki Izabeli Textorisovej.

## Położenie
Jaskinia leży na terenie tzw. Krasu Wielkofatrzańskiego na terenie katastralnym wsi Blatnica. Leży w zamknięciu dolinki Havranovo, będącej lewym odgałęzieniu doliny Konský dol. Znajduje się w zachodnich, mocno rozczłonkowanych zboczach góry Tlstá (1414 m n.p.m.).

## Geologia i morfologia
Jaskinia powstała w pochodzących ze środkowego triasu wapieniach tzw. płaszczowiny choczańskiej. Tworzy ją wielkie, portalowego charakteru wejście o szerokości ok. 12 i wysokości ok. 10 m, przechodzące w dużą salę o wznoszącym się spągu, rozgałęziającą się następnie na trzy nierównej wielkości odnogi.

## Historia
Z jaskini pochodzą znaleziska paleontologiczne (kości zwierząt, głównie kości niedźwiedzia jaskiniowego) oraz archeologiczne.

## Ochrona
Jaskinia znajduje się na obszarze Parku Narodowego Wielka Fatra, na terenie rezerwatu przyrody Tlstá (słow. Narodná prirodná rezervacia Tlstá). Dodatkowo jest objęta ochroną jako pomnik przyrody (słow. Prírodná pamiatka Jaskyňa Izabely Textorisovej).

## Znaczenie turystyczne
Jaskinia nie jest dostępna do zwiedzania turystycznego.